# The Song Remains the Same (альбом)
The Song Remains the Same — двойной концертный альбом британской рок-группы Led Zeppelin, выпущенный 21 сентября 1976 года лейблом Swan Song.
В 2013 году журнал Classic Rock включил альбом в список «Концертных альбомов, которые изменили мир».

## Об альбоме
The Song Remains the Same — звуковая дорожка к одноимённому музыкальному фильму-концерту. Записан в 1973 году в течение тех трёх вечеров, когда Led Zeppelin играли концерты в Нью-Йоркском Мэдисон Сквер Гарден (в рамках турне Houses of the Holy).

## Список композиций

### Виниловое издание

#### Диск 1
1. Rock and Roll (Бонэм/Джонс/Пейдж/Плант) — 4:03
2. Celebration Day (Jones/Пейдж/Плант) — 3:49
3. The Song Remains the Same (Пейдж/Плант) — 6:00
4. Rain Song (Пейдж/Плант) — 8:25
5. Dazed and Confused (Пейдж) — 26:53

#### Диск 2
1. No Quarter (Джонс/Пейдж/Плант) — 12:30
2. Stairway to Heaven (Пейдж/Плант) — 10:58
3. Moby Dick (Бонэм/Джонс/Пейдж/Плант) — 12:47
4. Whole Lotta Love (Бонэм/Джонс/Пейдж/Плант) — 14:25

#### Переиздание 2007
All tracks written by Jones, Page, Plant, except as noted.
Disc one
1. «Rock and Roll» (Bonham, Jones, Page, Plant) — 3:56
2. «Celebration Day» — 3:37
3. «Black Dog» (with «Bring It On Home» intro) — 3:46*
4. «Over the Hills and Far Away» (Page, Plant) — 6:11*
5. «Misty Mountain Hop» — 4:43 *
6. «Since I've Been Loving You» — 8:23 *
7. «No Quarter» — 10:38
8. «The Song Remains the Same» (Page, Plant) — 5:39
9. «The Rain Song» (Page, Plant) — 8:20
10. «The Ocean» (Bonham, Jones, Page, Plant) — 5:13*

Disc two
1. «Dazed and Confused» (Page) — 29:18**
2. «Stairway to Heaven» (Page, Plant) — 10:53
3. «Moby Dick» (Bonham, Jones, Page) — 11:02
4. «Heartbreaker» (Bonham, Jones, Page, Plant) — 6:19*
5. «Whole Lotta Love»/«Boogie Mama» (Bonham, Jones, Page, Plant, Willie Dixon) — 13:51

(* Отсутствует в оригинальном релизе)
(** Длиннее, чем в оригинальном релизе)

## Участники записи
- Джимми Пейдж — гитара, бэк-вокал, продюсер
- Роберт Плант — вокал, губная гармошка
- Джон Пол Джонс — орган, бас-гитара, бэк-вокал
- Джон Бонэм — барабаны, бэк-вокал
- Питер Грант — исполнительный продюсер
- Эдди Крамер — звукоинженер, сведение
- Кэмерон Кроу — Liner notes
- Hipgnosis — обложка
- Hardie — обложка